# Cançoner d'obres enamorades
El Caçoner d'obres enamorades, Cançoner d'amor o Cançoner de París és un cançoner medieval copiat a les darreries del segle xv, probablement a la dècada del 1460 a Barcelona. Rep la sigla J.
Es conserva a la Biblioteca Nacional de França (signatura: ms esp. 225).
Recull poesies d'Ausiàs March i obres de poetes contemporanis o posteriors amb poemes més antics intercalats.